# Francis L. Sullivan
Francis Loftus Sullivan (6 de janeiro de 1903, Londres, Inglaterra – 19 de novembro de 1956, Nova Iorque, Estados Unidos) foi um ator britânico de teatro e cinema, que atuou em filmes mudos entre 1932 e 1955.

## Filmografia parcial
- The Chinese Puzzle (1932)
- The Right to Live (1932)
- The Return of Bulldog Drummond (1934)
- Great Expectations (1934)
- Chu Chin Chow (1934)
- The Mystery of Edwin Drood (1935)
- Spy of Napoleon (1936)
- The Limping Man (1936)
- A Woman Alone (1936)
- Non-Stop New York (1937)
- Kate Plus Ten (1938)
- The Gables Mystery (1938)
- The Four Just Men (1939)
- 21 Days (1940)
- "Pimpernel" Smith (1941)
- The Day Will Dawn (1942)
- Fiddlers Three (1944)
- Caesar and Cleopatra (1945)
- The Laughing Lady (1946)
- Take My Life (1947)
- Broken Journey (1948)
- Oliver Twist (1948)
- Christopher Columbus (1949)
- The Red Danube (1949)
- Night and the City (1950)
- Behave Yourself! (1951)
- My Favorite Spy (1951)
- Caribbean (1952)
- Plunder of the Sun (1953)
- Hell's Island (1955)
- The Prodigal (1955)